# Marché à terme
 (septembre 2005).
Un marché à terme, ou marché des contrats à terme, est un marché où l'engagement pris par le donneur d'ordre (qu'il s'agisse de vendre ou d'acheter) s'exécutera (produira tous ses effets) à une échéance dont la date, définitivement convenue par avance,  se situe postérieurement à la date de l'engagement pris par le donneur d'ordre. 
Voir articles principaux : contrat à terme et dérivé

## Histoire
L'un des premiers marchés à terme est rapporté par l'encyclopédie de Diderot et d'Alembert (1751) sur la bourse de commerce d'Amsterdam. Celle-ci propose trois types de transactions, sur trois marchés différents : marché au comptant, marché à terme (les négociants échangent des marchandises qu'ils ne détiennent pas encore) et marché d'options (l'acquisition d'un droit, sans obligation, d'acheter des marchandises à terme, moyennant le paiement d'une prime).
Les marchés à terme d'actions et d'obligations ont pris leur essor en France lors des grandes spéculations boursières sous Louis XVI, à la fin desquelles ils ont été interdits.

## Fonctionnement des opérations
Par règlement on entend :
- la livraison des biens ou actifs concernés (marchandises, devises, actions, etc.) et l'encaissement de la somme par le vendeur
- la réception de ces biens et leur paiement par l'acheteur.

Si l'opérateur passe l'opération inverse avant l'échéance, il n'y a pas livraison et il reçoit ou paye simplement la différence de cours entre les deux opérations.
Souvent et notamment sur des marchés organisés, l'opérateur doit laisser une sorte de dépôt de garantie, en argent ou en nature (marchandises ou titres), au moment du contrat.
Exemple
On peut convenir aujourd'hui du prix, de la quantité et de la qualité des marchandises que l'on livrera ou que l'on paiera plus tard (dans 3 mois, etc., les opérations se réalisant sur le marché à terme  des marchandises) ; sur le marché à terme des changes, on peut acheter ou vendre, à terme, des devises au cours d'aujourd'hui, et donc prévoir la livraison et le règlement à une date ultérieure : le spéculateur qui anticipe la baisse de l'euro (exemple) décide de vendre de l'euro à terme ; si la baisse a effectivement lieu, il lui suffira d'acheter le jour de l'échéance, des euros à un cours inférieur (le cours au comptant) pour les vendre à cours supérieur (le cours convenu lors de la passation du contrat à terme).
Dans un marché à terme une chambre de compensation assure les règlements et les dénouements des positions arrivées à échéance. Lorsque la position ouverte d'un intervenant se déprécie la chambre de compensation peut appeler les marges, c'est-à-dire demander à cet intervenant de couvrir une partie de ses pertes virtuelles. Dans le cas où l'intervenant ne répond pas à cet appel de marge la chambre de compensation liquide sa position.

## Nature de ces marchés
Ces marchés, 
- pour les contrats les plus courants de marchandises, devises, actions, obligations d'État ont une forme organisée et publique, autrement dit sont des bourses traitant des contrats standardisés, des contrats à terme (représentant un nombre de titres donné, un nombre donné de barils de pétrole d'une qualité donnée, à des échéances données...) ;

- pour des biens plus rarement échangés, recouvrent des contrats de gré à gré, notamment des contrats forward. Certains contrats standards sont toutefois montés et traités par des organismes spécialisés (banque d'investissement, courtier, importante société de négoce...) pouvant assurer des volumes suffisants de transactions, ce qui fait la différence entre les futures et les forwards c'est le fait que les premiers sont standardisés, tandis que les derniers ne le sont pas.

## Fixation des prix
Les cours (prix) sont généralement plus élevés pour les échéances lointaines que pour les échéances proches, de même que pour les opérations sur le marché au comptant. Cela tient compte des intérêts à courir, des frais de stockage et des risques perçus par les opérateurs.

## Objectif des opérations
Le but de ces marchés est soit de garantir à l'avance le prix d'achat ou de vente (couverture de risque), soit de spéculer sur la variation du cours (spéculation). Toutefois la spéculation est particulièrement critiquée lorsqu'elle n’apporte pas d'utilité, contrairement au détenteur durable de titres.
Il y a généralement transfert du risque de l'un des opérateurs sur celui qui lui fait contrepartie, dans l'espoir pour ce dernier de faire un gain.

## Importance économique
Les marchés à terme élargissent en général leur activité aux contrats dérivés. Ces deux types d'opérations sont combinables et les spécialistes parlent ainsi souvent de futures and derivatives. Les bourses concernées, de niveau généralement continental ou mondial ont des volumes de transaction bien supérieurs à ceux des marchés au comptant. Les prix d'actifs les plus traités au monde sont liés à l'argent lui-même : 
- taux de change (euro/dollar)
- taux d'intérêt des obligations d'État (Obligation à 10 ans du Trésor US).